# Ladislav Samohýl
Ladislav Samohýl (2. září 1864 Tlumačov –  1949[zdroj?]) byl rakouský rolník a politik z Moravy; poslanec Moravského zemského sněmu.

## Biografie
Byl rolníkem v Tlumačově. Byl synem Josefa Samohýla z Tlumačova čp. 73. Narodil se roku 1864. V matrice je uváděn jako Ladislav Franz Samohil. Studoval v Kroměříži a roku 1882 absolvoval českou reálnou školu v Prostějově, provozovanou Ústřední maticí školskou. Jeden rok sloužil v armádě a pak se věnoval správě rodinného hospodářství. V letech 1898–1918 stál v čele obce jako starosta a byl hlavním reprezentantem mladočeské Lidové strany na Moravě v Tlumačově. Koncem 19. století byl i velitelem sboru dobrovolných hasičů. V roce 1909 se coby starosta Tlumačova podílel na debatách o zřízení cukrovaru v Hulíně. Do funkce starosty Tlumačova se vrátil znovu za První republiky, po krátkém popřevratovém období. V čele obce je uváděn k roku 1925.
Počátkem 20. století se zapojil i do vysoké politiky. V zemských volbách v roce 1902 byl zvolen na Moravský zemský sněm, kde zastupoval kurii venkovských obcí, obvod Holešov, Bystřice p. Hostýnem, Napajedla. V roce 1902 se na sněm dostal jako český kompromisní kandidát. Šlo o společnou kandidátní listinu staročechů a mladočechů. Sám Somohýl je uváděn coby politik mladočechů, respektive jejich moravské odnože, Lidové strany na Moravě, za kterou neúspěšně kandidoval v zemských volbách v roce 1906.
Byl třicet let starostou Tlumačova.
V zemských volbách roku 1928 kandidoval Ladislav Samohýl, rolník a starosta v Tlumačově, na 7. pozici kandidátní listiny Československé národní demokracie do Moravskoslezského zemského zastupitelstva. Koncem roku 1928 se Ladislav Samohýl z Tlumačova uvádí jako nově zvolený člen okresního zastupitelstva v Uherském Hradišti za Československou národní demokracii.
K dožitým osmdesátinám věnoval deník České strany agrární Venkov jubilantovi Ladislavu Samohýlovi článek. V něm shrnul jeho životní dráhu poslance Moravskoslezského zemského zastupitelstva a třicetileté starostování v Tlumačově. Připomněl i jeho průkopnictví v zemědělském hospodářství; též ocenil jeho podíl na založení újezdní měšťanské školy a Rolnické záložny. V osmdesáti letech se Ladislav Samohýl ještě zajímal o veřejný a hospodářský život.

## Zajímavost
V roce 1927 byl Ladislav Samohýl souzen pro výrok urážející presidenta Masaryka, který pronesl před svědky při debatě o volbě presidenta republiky:
„Kde nabral Masaryk ty miliony co má, dal Benešovi dva miliony, odkud je vzal, přišel s roztrhanou prdelí a vyšmatlanýma kampflejcama do republiky, za naše peníze se reprezentuje, z našich poplatků má miliony, my platíme a oni berou.“